# Ут, Марк
Марк Алекса́ндер Ут (нем. Mark-Alexander Uth; родился 24 августа 1991 года, Кёльн, Германия) — немецкий бывший футболист, нападающий.

## Клубная карьера
Ут начал заниматься футболом в клубе «Tus Langel», маленьком клубе, расположенном в Кёльне. В 2004 году Марк подписал контракт с клубом «Кёльн». Два года провёл в фарм-клубе «Виктория Кёльн», затем вернулся в главную команду. Однако пробиться в основной состав не удалось, и Ут был отправлен во вторую команду, выступающую в Регионаллиге. После хорошего сезона там, был снова переведён в главную команду, но не сыграл ни одного матча.
10 мая 2012 года, Марк Ут подписал трёхлетний контракт с голландским футбольным клубом «Херенвен», выступающий в Эредивизи. Спустя полгода, Ут был отдан в аренду в клуб «Хераклес Алмело», за который он забил 8 мячей, а 28 сентября 2013 года, нападающий оформил хет-трик, в ворота клуба Валвейк. Вернувшись в Херенвен, сезоне 2014/2015, Ут продемонстрировал впечатляющую результативность: за 36 матчей, он забил 20 мячей и сделал 10 голевых передач.
В июле 2015 года, Марк Ут вернулся на родину. Он подписал контракт с клубом «Хоффенхайм», сумма сделки составила 3 млн евро. Контракт подписан сроком на 3 года. Свой первый гол за новый клуб забил 5 декабря 2015 года в матче против «Ингольштадт 04».
20 февраля 2016 года в матче против «Майнца» оформил свой первый «дубль» за «Хоффенхайм». Всего за свой первый сезон Ут сыграл 25 матчей и забил 8 голов.
Сезон 2016/17 начал с забитого гола уже в матче 1-го тура чемпионата Германии против «РБ Лейпциг». Всего за сезон он сыграл 23 матча и забил 8 голов.
9 сентября 2017 года оформил победный дубль в матче с Мюнхенской «Баварией».
Летом 2018 года стал игроком «Шальке 04». Во время зимней паузы сезона 2019/20 Марк Ут на правах аренды перешел в «Кёльн».
4 мая 2025 года Ут объявил, что завершит профессиональную карьеру по окончании текущего сезона.

## Клубная статистика
| Выступление      | Выступление      | Выступление      | Лига | Лига | Кубки | Кубки | Еврокубки | Еврокубки | Остальные | Остальные | Итого | Итого |
| Клуб             | Лига             | Сезон            | Игры | Голы | Игры  | Голы  | Игры      | Голы      | Игры      | Голы      | Игры  | Голы  |
| ---------------- | ---------------- | ---------------- | ---- | ---- | ----- | ----- | --------- | --------- | --------- | --------- | ----- | ----- |
| Кёльн II         | Лига «Запад»     | 2009/10          | 3    | 0    | 0     | 0     | 0         | 0         | 0         | 0         | 3     | 0     |
| Кёльн II         | Лига «Запад»     | 2010/11          | 23   | 7    | 0     | 0     | 0         | 0         | 0         | 0         | 23    | 7     |
| Кёльн II         | Лига «Запад»     | 2011/12          | 15   | 9    | 0     | 0     | 0         | 0         | 0         | 0         | 15    | 9     |
| Кёльн II         | Итого            | Итого            | 41   | 16   | 0     | 0     | 0         | 0         | 0         | 0         | 41    | 16    |
| Херенвен         | Эредивизи        | 2012/13          | 3    | 0    | 0     | 0     | 0         | 0         | 2         | 1         | 5     | 1     |
| Херенвен         | Эредивизи        | 2014/15          | 32   | 15   | 1     | 0     | 0         | 0         | 4         | 5         | 37    | 20    |
| Херенвен         | Итого            | Итого            | 35   | 15   | 1     | 0     | 0         | 0         | 6         | 6         | 42    | 21    |
| Хераклес →       | Эредивизи        | 2013/14          | 28   | 8    | 3     | 2     | 0         | 0         | 0         | 0         | 31    | 10    |
| Хераклес →       | Итого            | Итого            | 28   | 8    | 3     | 2     | 0         | 0         | 0         | 0         | 31    | 10    |
| Хоффенхайм       | Бундеслига       | 2015/16          | 25   | 8    | 0     | 0     | 0         | 0         | 0         | 0         | 25    | 8     |
| Хоффенхайм       | Бундеслига       | 2016/17          | 22   | 7    | 1     | 1     | 0         | 0         | 0         | 0         | 23    | 8     |
| Хоффенхайм       | Бундеслига       | 2017/18          | 6    | 4    | 1     | 0     | 2         | 2         | 0         | 0         | 9     | 6     |
| Хоффенхайм       | Итого            | Итого            | 53   | 19   | 2     | 1     | 2         | 2         | 0         | 0         | 57    | 22    |
| Всего за карьеру | Всего за карьеру | Всего за карьеру | 157  | 58   | 6     | 3     | 2         | 2         | 6         | 6         | 171   | 69    |